# Hydriomena arctica
Hydriomena arctica là một loài bướm đêm trong họ Geometridae.